# Shane Ross

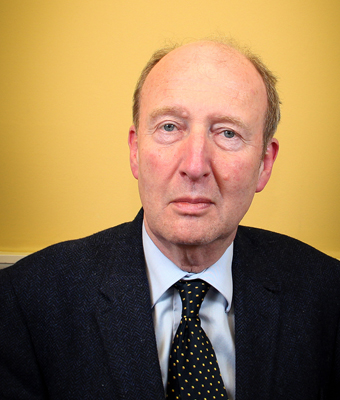
Shane Ross

Shane Peter Nathaniel Ross (irisch Seán de Rossa; * 11. Juli 1949 im County Dublin) ist ein irischer Journalist und war von 1981 bis 2011 Senator im Seanad Éireann, dem Oberhaus des irischen Parlaments sowie von 2011 bis 2020 Teachta Dála.
Ross besuchte das Trinity College in Dublin und die Universität Genf. Am Trinity College studierte er Geschichte und Politik.
1981 wurde Ross als Unabhängiger in den 15. Seanad Éireann gewählt. Bei den folgenden Wahlen gelang es ihm, seinen Senatssitz zu verteidigen. Neben seiner politischen Tätigkeit arbeitet Rodd für den Sunday Independent als Wirtschaftsredakteur und brachte 2009 sein erstes Buch heraus, eine kritische Darstellung der irischen Finanz- und Bankenkrise seit 2008.
Im Jahr 2016 gewann Ross die Unterhauswahlen in seinem Dubliner Wahlkreis. Seit Mai 2016 gehörte er dem Kabinett von Enda Kenny als Minister für Transport, Tourismus und Sport an, seit 2017 war er in dieser Funktion im Kabinett von Leo Varadkar. 
Bei den Wahlen 2020 verlor er seinen Sitz im Dáil Éireann.
Ross ist verheiratet und hat zwei Kinder.

## Werke
- The Bankers: How the banks brought Ireland to its knees, Penguin Ireland, 2009